# Анатомічна термінологія руху
Рух як процес переміщення описується різними анатомічними термінами.

## Загальні рухи

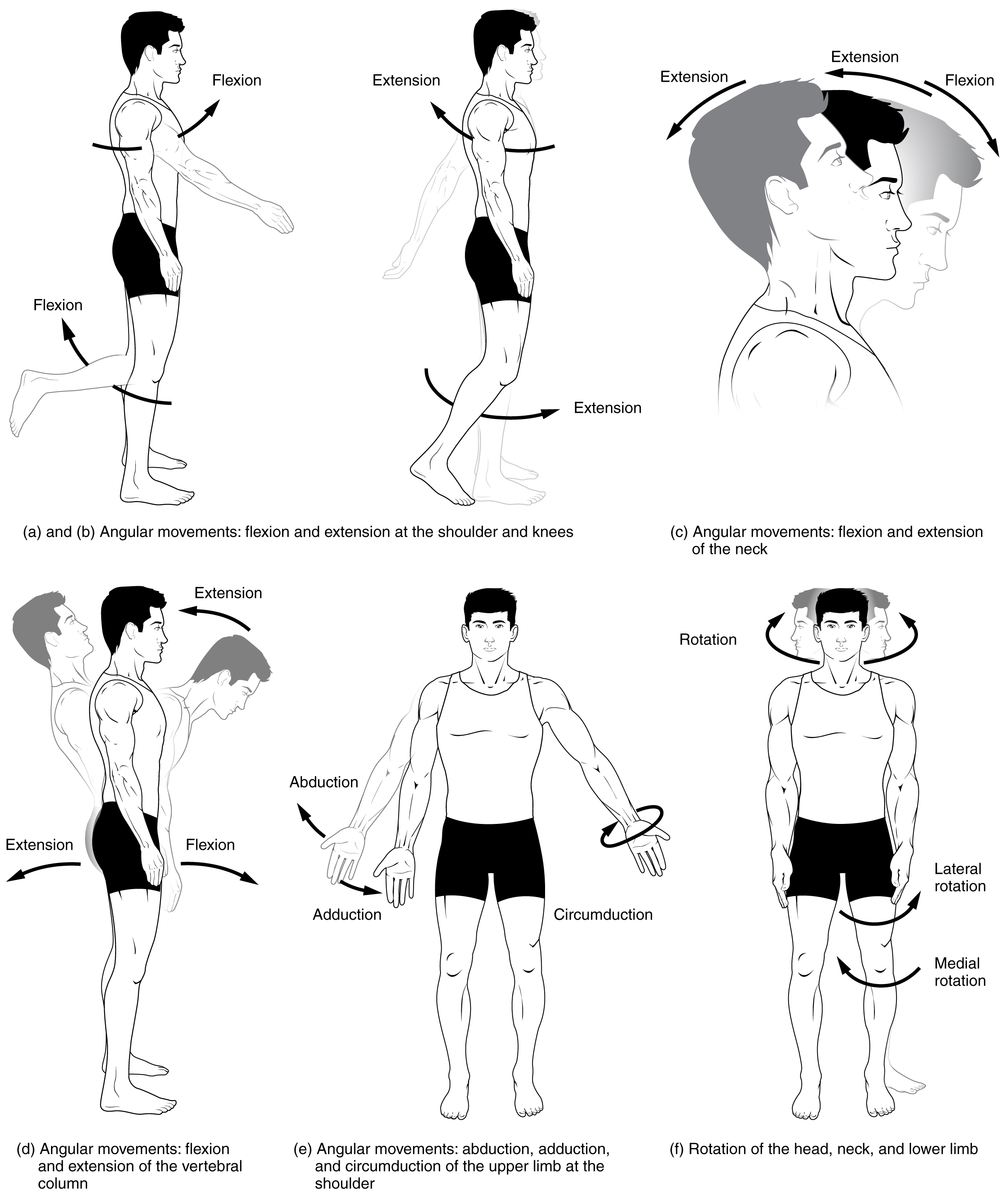

Існують загальні терміни що можуть використовуватись для опису рухів які робить тіло. Більшість термінів мають прямо протилежні за значенням, тому часто застосовуються в парах.

### Згинання і розгинання
Згинання (лат. flexio) та розгинання (лат. extensio) описує рухи, що впливають на кут між двома частинами тіла.

### Приведення і відведення
Рухами у фронтальній осі є приведення, adductio, і відведення, abductio. Приведення — рух кістки в напрямку до серединної площини тіла або (для пальців) до осі кінцівки, відведення характеризує рух у протилежному напрямку. Наприклад, при відведенні плеча рука підіймається убік, а приведення пальців веде до їх змикання.
Відведення, абдукція (abductio) — рух кінцівки або ока, спрямований від середньої лінії тіла. Виконується абдуктором.
Приведення, аддукція (adductio) — рух кінцівки (ока), спрямований до середньої лінії тіла. Виконується аддуктором.

### Обертання
Обертання чи ротація (rotatio) — рух у вертикальній анатомічній осі. Розділяється на привертання і відвертання.
Пронація чи привертання (pronatio) — це обертання кінцівки досередини (у напрямку до медіальної лінії тіла) у вертикальній анатомічній осі. М'язи, що здійснюють цей рух, називають пронаторами чи привертачами.
Протилежною до пронації є супінація чи відвертання (supinatio) — обертання кінцівки назовні (у напрямку від медіальної лінії тіла). М'язи, що здійснюють цей рух, називають супінаторами чи відвертачами.

### Циркумдукція
Циркумдукція (circumductio) — рух, при якому кінцівка описує в просторі круг або конус (не плутати з обертанням).